# Jaique Ip
Jaique Ip Wan-in MH (chiń. 葉蘊妍, ur. 15 stycznia 1980) – hongkońska snookerzystka.

## Biografia
Ip zdobyła srebrny medal na Mistrzostwach Świata IBSF 2006 w Ammanie w Jordanii, po przegranej 0-5 w finale z Wendy Jans. W 2007 roku dotarła do półfinału. Ip reprezentowała także Hongkong na Azjatyckich Igrzyskach Halowych w 2007 roku i zdobyła brązowy medal w konkurencji snookera kobiet. W 2008 roku Ip została mistrzynią świata WLBSA w grze podwójnej razem z Pam Wood, pokonując w finale Chrisa Sharpe’a i Laurę Alves.
Jaique Ip zdobyła złoty medal jako członkini kobiecej drużyny w zawodach snookera na sześciu czerwonych podczas Igrzysk Azjatyckich w 2010 roku. Również w 2010 roku po raz drugi zajęła drugie miejsce w Mistrzostwach świata kobiet w snookerze IBSF, przegrywając 0–5 z Ng On Yee.
W światowym rankingu snookera kobiet odniosła kilka zwycięstw w grach indywidualnych i deblowych, a w 2006 r. osiągnęła najwyższą pozycję w rankingu – 3. miejsce.
W 2011 roku rząd Hongkongu przyznał jej Medal Honoru za „wybitne osiągnięcia w międzynarodowych zawodach snookera”.

## Najważniejsze momenty w karierze
Opracowano na podstawie materiału źródłowego.

### Indywidualne
| Rezultat      |   | Rok  | Turniej                                           | Przeciwnik     | Wynik | Przypis |
| ------------- | - | ---- | ------------------------------------------------- | -------------- | ----- | ------- |
| Finalistka    | 1 | 2006 | Mistrzostwa świata kobiet w snookerze IBSF        | Wendy Jans     | 0–5   | [ 4 ]   |
| Brązowy medal | 2 | 2007 | 2nd Asian Indoor Games                            | Park Eun-ji    | 3–0   |         |
| Finalistka    | 1 | 2010 | Mistrzostwa świata kobiet w snookerze IBSF        | Ng On Yee      | 0–5   | [ 4 ]   |
| Zwycięstwo    | 3 | 2012 | WLBSA Agnes Davies Memorial Ranking Event         | So Man Yan     | 3–0   | [ 2 ]   |
| Finalistka    | 4 | 2012 | UK Ladies Southern Classic (Ranking Event 4)      | Emma Bonney    | 1–3   |         |
| Finalistka    | 5 | 2012 | UK Ladies Connie Gough Memorial (Ranking Event 5) | Maria Catalano | 0–3   | [ 2 ]   |

### Zespołowe
| Rezultat      |    | Rok  | Turniej                                                                       | Przeciwnik                         | Wynik | Przypisy |
| ------------- | -- | ---- | ----------------------------------------------------------------------------- | ---------------------------------- | ----- | -------- |
| Zwycięstwo    | 1. | 2008 | Ladies World Doubles, z Pan Wood                                              | Chris Sharpe i Laura Alves         |       | [ 2 ]    |
| Zwycięstwo    | 2. | 2009 | Ladies World Doubles                                                          |                                    |       | [ 2 ]    |
| Złoty medal   | 3. | 2010 | Igrzyska Azjatyckie – Snooker na sześciu czerwonych, z Ng On-yee i So Man Yan | Bi Zhu Qing, Chen Siming, Chen Xue | 3–1   | [ 6 ]    |
| Brązowy medal | 4. | 2013 | 4. Azjatyckie Halowe Igrzyska Sztuk Walki – Kobiece Six Reds                  | Amornrat Uamduang                  | 1–4   | [ 7 ]    |
| Zwycięstwo    | 5. | 2016 | Mistrzostwa Świata Par Mieszanych z Ka Wai Cheungiem                          | Maria Catalano i Eden Sharav       | 4–3   | [ 2 ]    |

### Mistrzostwa Hongkongu
Snooker
| Rezultat   |    | Rok  | Turniej                                                 | Przypisy |
| ---------- | -- | ---- | ------------------------------------------------------- | -------- |
| Zwycięstwo | 1. | 2004 | Hong Kong Women Snooker Open Championships              | [ 5 ]    |
| Finalistka | 2. | 2006 | The 2nd Hong Kong Women Snooker Open Championships 2006 | [ 5 ]    |
| Zwycięstwo | 3. | 2007 | Hong Kong Women Snooker Open Championships              | [ 5 ]    |
| Zwycięstwo | 4. | 2008 | Hong Kong Women 6-Red Snooker Open Championships        | [ 5 ]    |
| Zwycięstwo | 5. | 2009 | Hong Kong Women 6-Red Snooker Open Championships        | [ 5 ]    |
| Zwycięstwo | 6. | 2010 | Hong Kong Women 6-Red Snooker Open Championships        | [ 5 ]    |
| Zwycięstwo | 7. | 2011 | Hong Kong Women 6-Red Snooker Open Championships        | [ 5 ]    |
| Zwycięstwo | 8. | 2015 | Hong Kong Women Snooker Open Championship               | [ 5 ]    |
| Finalistka | 9. | 2017 | Hong Kong Women Snooker Open Championship               | [ 8 ]    |

Pool
| Rezultat   |    | Rok  | Turniej                                                          | Przypisy |
| ---------- | -- | ---- | ---------------------------------------------------------------- | -------- |
| Zwycięstwo | 1. | 2008 | Otwarte Mistrzostwa Hongkongu Nine-ball – Wydarzenie 1 (Kobiety) | [ 5 ]    |
| Zwycięstwo | 2. | 2008 | Otwarte Mistrzostwa Hongkongu Nine-ball – Wydarzenie 2 (Kobiety) | [ 5 ]    |
| Zwycięstwo | 3. | 2008 | Otwarte Mistrzostwa Hongkongu Nine-ball – Wydarzenie 3 (Kobiety) | [ 5 ]    |